# Robert Behnken
Robert Louis Behnken, né le 28 juillet 1970 à Creve Cœur dans l'État du Missouri, est un astronaute américain.
Avec l'astronaute Douglas Hurley, il prend part à la mission SpX-DM2 de l'agence spatiale américaine privée SpaceX le 30 mai 2020 depuis le centre spatial Kennedy. C'est la première mission habitée américaine depuis le retrait de la navette spatiale américaine en juillet 2011.

## Biographie
Après avoir obtenu un diplôme en génie mécanique et physique de l'université Washington de Saint-Louis en 1992, Robert Behnken a fait une maîtrise ès sciences et un doctorat en génie mécanique au Caltech. En 1993, il est devenu lieutenant-colonel dans l'US Air Force. Ingénieur en avionique, il a travaillé sur les tests du F-22 à la base d'Edwards en Californie. Il a été sélectionné par la NASA dans son groupe 18 d'astronautes.
Behnken aime pratiquer le ski, le VTT, la randonnée. Il est marié à l'astronaute américaine Megan McArthur, ils ont un fils Théodore, né en 2014.
De 2012 à 2015, il a été chef du Bureau des astronautes.

## Vols réalisés
Robert Behnken totalise deux vols dans l'espace :
- Le 11 mars 2008, il participe à la mission STS-123 qui livre le Japanese Experiment Module à la Station spatiale internationale. Il réalise trois sorties extravéhiculaires au cours de cette mission en compagnie de Richard Linehan et de Michael Foreman[3].
- Le 8 février 2010, il fait partie de la mission STS-130 qui transporte le module d'habitation Tranquility et le module d'observation Cupola vers l'ISS. Il réalise trois sorties extravéhiculaires au cours de cette mission avec Nicholas Patrick pour installer Tranquility[3].

Il totalise en tout plus de 36 heures dans le vide au cours de ses six sorties.
Il est sélectionné en 2015 pour tester les nouveaux vaisseaux privés américains (Crew Dragon de SpaceX et CST-100 Starliner de Boeing) avec Sunita Williams, Douglas Hurley et Eric Boe.
- Il est désigné pour participer au vol SpX-DM2 de qualification du vaisseau de SpaceX Crew Dragon[4],[5]. Le lancement, initialement prévu le 27 mai 2020, est interrompu 17 minutes avant le décollage en raison de mauvaises conditions météorologiques et reporté au 30 mai suivant, où il se déroule avec succès à 15 h 22 (heure locale)[6].

## Galerie

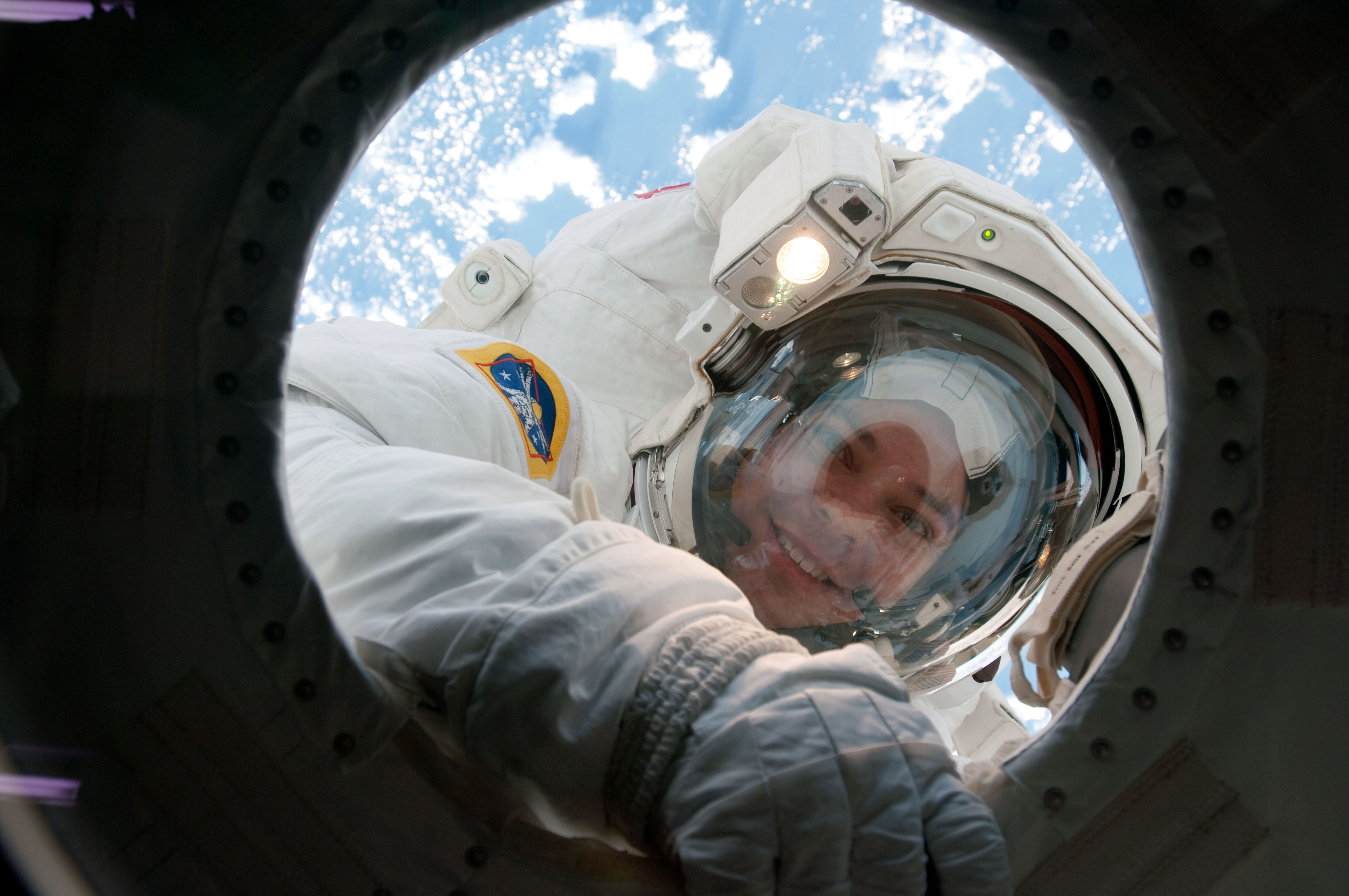
Lors de la deuxième sortie spatiale (EVA) de STS-130. Lui et Nicholas Patrick ont installé le système de refroidissement à l'ammoniac du nouveau module Tranquility.
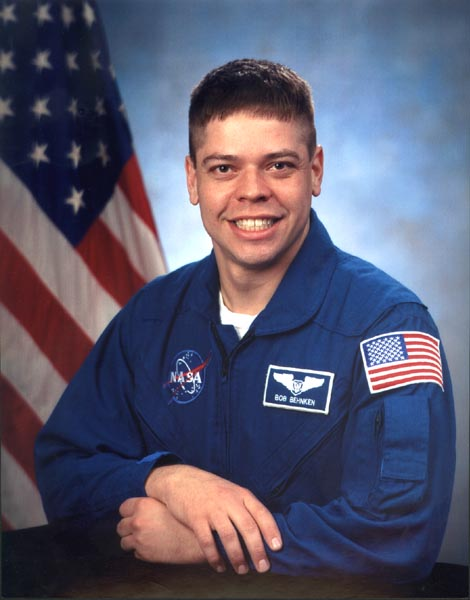
Photo officielle lors de sa sélection, en 2000.
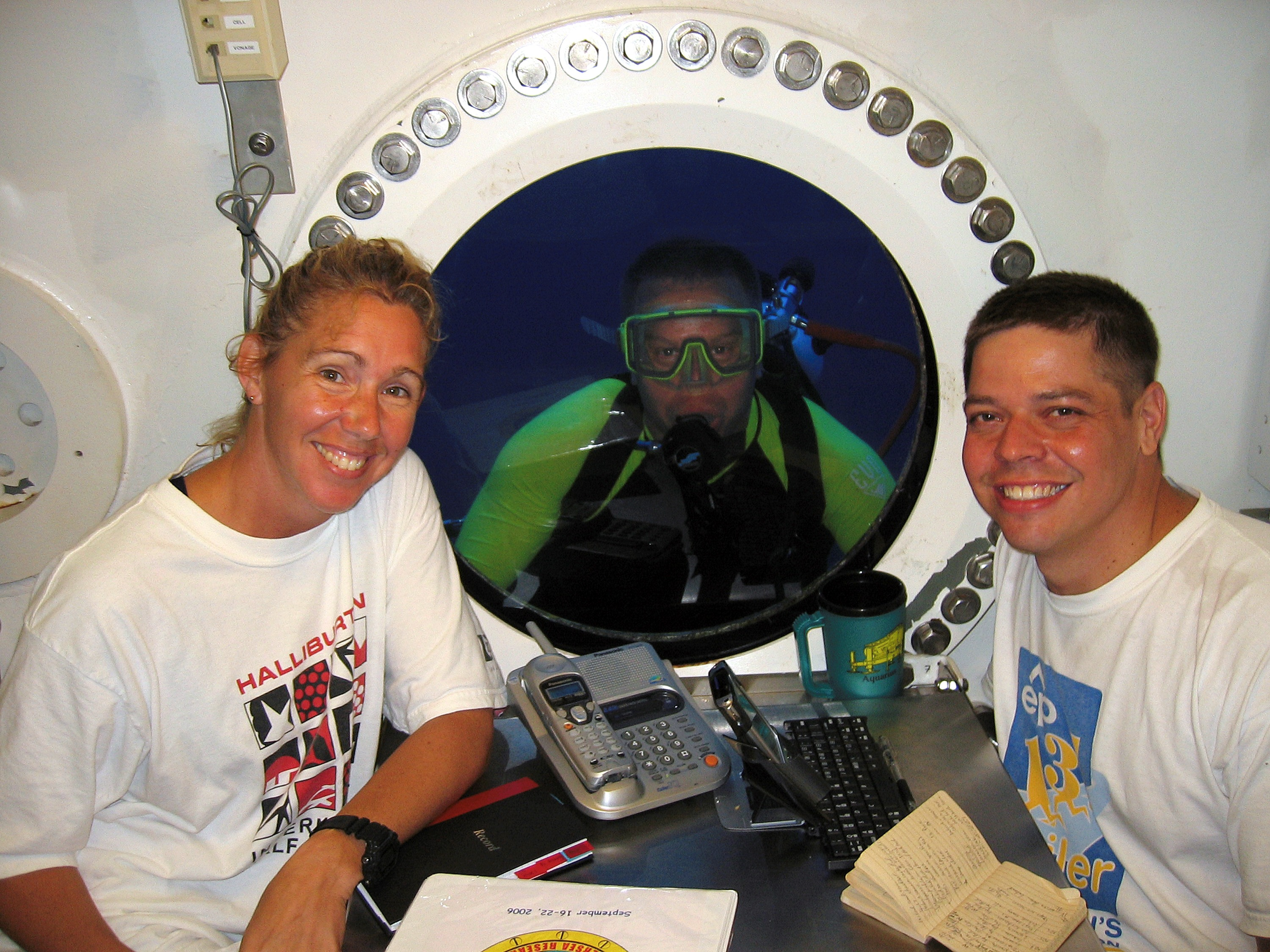
En 2006, l'astronaute a pris part à la mission sous-marine NEEMO-11. Il est ici avec deux autres astronautes de la NASA dans le laboratoire Aquarius : Sandra Magnus (à gauche) et Tim Kopra (derrière le hublot).
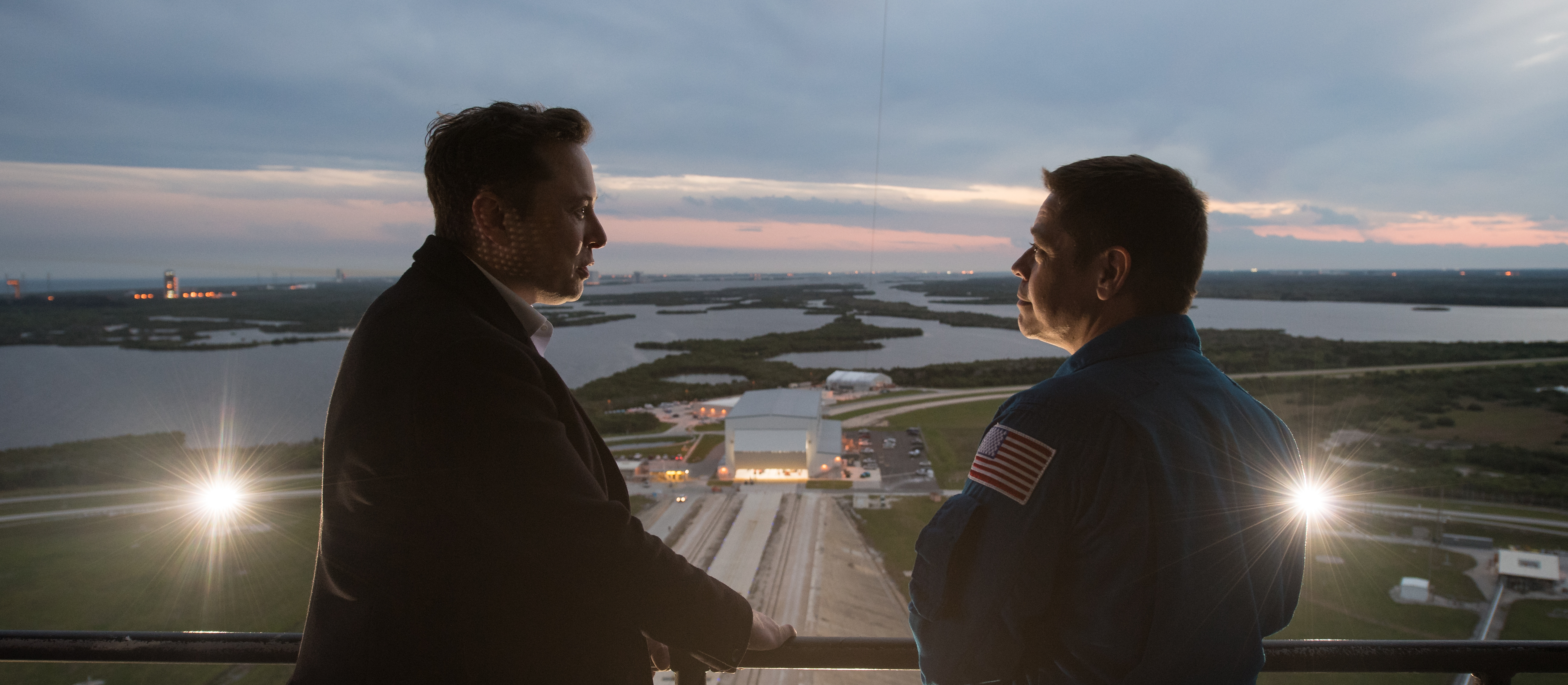
Avec Elon Musk lors du premier vol (inhabité) du Crew Dragon.
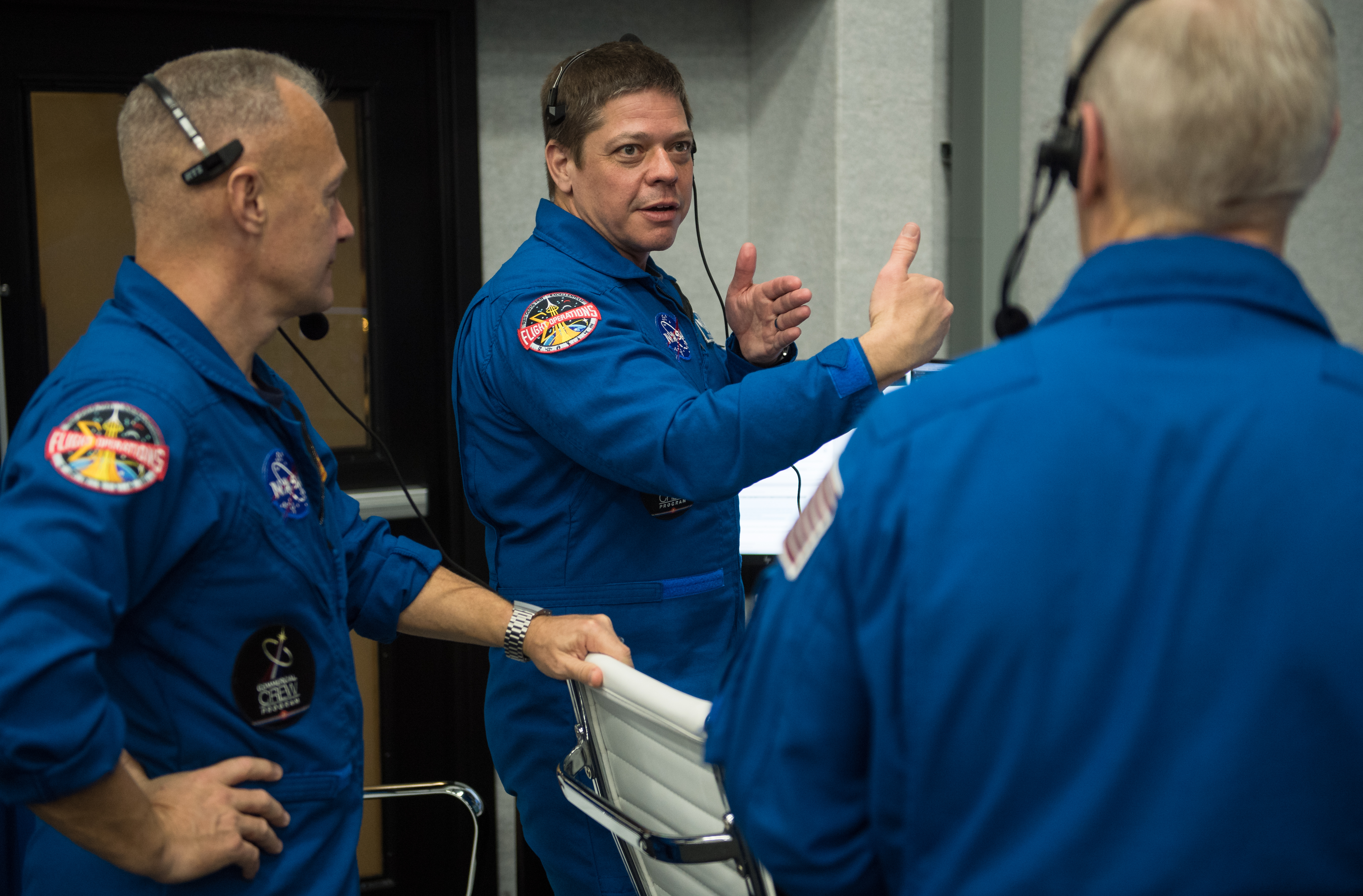
Lors du lancement de la mission Demo-1. Behnken (au centre) est ici avec son collègue Douglas Hurley (à gauche) avec lequel il s'entraînait pour la mission Demo-2.